# Globodynerus globosus
Globodynerus globosus (лат.) — вид одиночных ос (Eumeninae), единственный в составе рода Globodynerus Giordani Soika, 1987.

## Описание
От близких родов ос отличается следующими признаками: грудь выпуклая в боковой проекции; метанотум без горизонтальной площадки и поперечного киля. Тегулы латерально не расширены, менее чем в 0,75 раза шире длины. Паратегулы видны сверху. Передняя поверхность переднеспинки латерально не густо пунктирована. Проподеум наклонен ниже уровня метанотума. Аксиллярная ямка округлая; престигма короче медианной длины птеростигмы. Метанотум без полупрозрачного, пластинчатого латерального киля; мезонотум пунктированный; тергит I без придатков; метанотум без бугорков; мезонотум без продольных килей. Задняя граница тергита I непрозрачная. Метанотум без боковых зубцов. Тегулы сужаются кзади, достигая заднего конца паратегул. Пронотум шире длины в дорсальном виде; тергит I длиннее ширины в дорсальном виде; задний конец тергита II с неглубокой впадиной. Тергит I более чем в 0,5 раза шире тергита II в дорсальном виде. Средние голени с одной шпорой. Переднее крыло с первой и второй возвратными жилками, исходящими в субмаргинальной ячейке II.

## Распространение
Встречается в Афротропике (Демократическая Республика Конго, Габон, Гамбия, Республика Конго).